# 아라키 료타
아라키 료타(일본어: 荒木 遼太, 2000년 12월 16일~)는 일본의 축구 선수이다.

## 구단 경력
그는 2023년 J3리그의 FC 류큐에 입단했다.